# Ise (poetessa)
Ise, conosciuta anche come Ise no miyasudokoro (伊勢の御息所?) (875 circa – 938 circa), è stata una poeta giapponese della tradizione waka nella corte imperiale del periodo Heian.

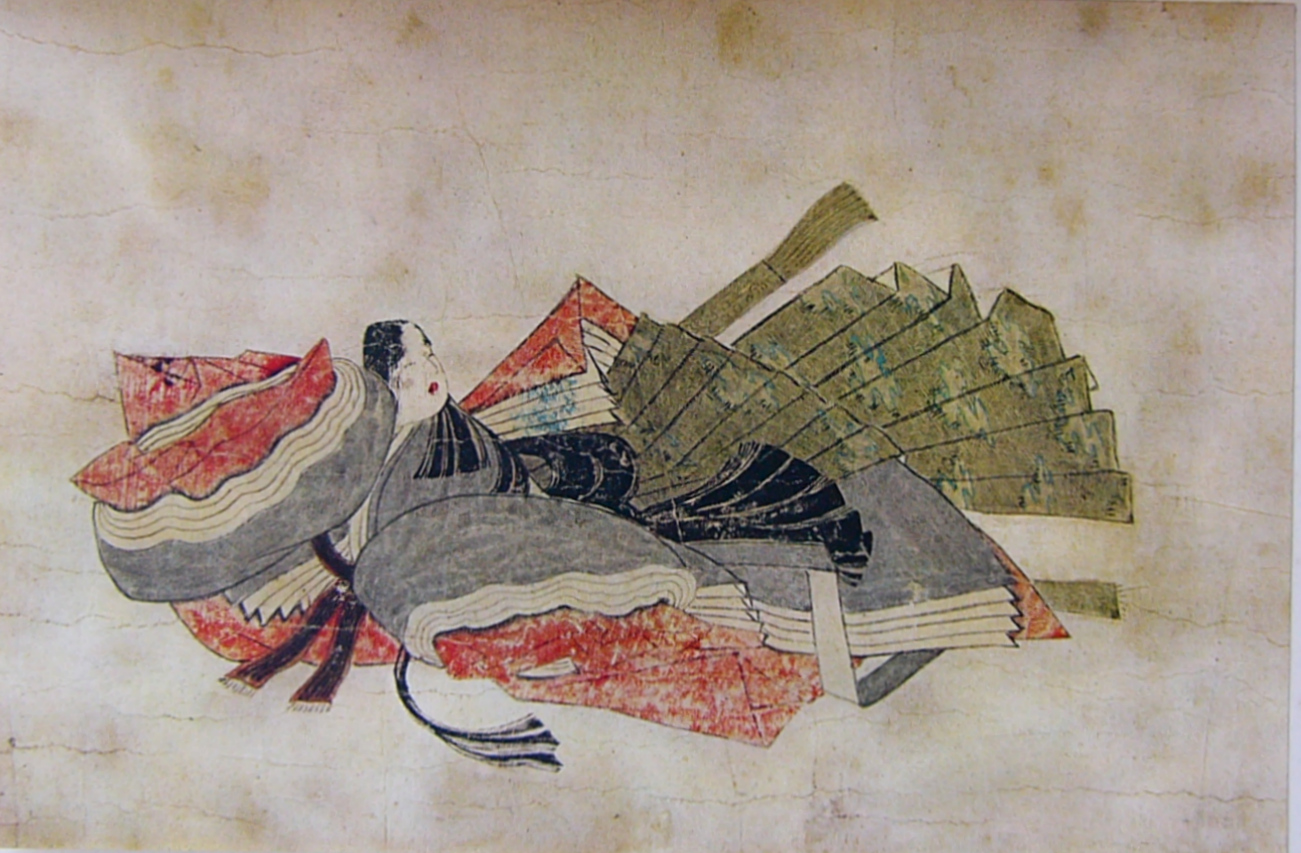
Ise raffigurata nel "Rotolo illustrato dei Trentasei Poeti Immortali" del 13° secolo

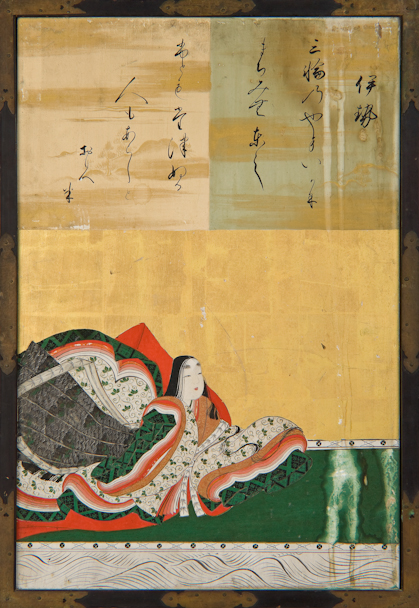
Ise raffigurata da Kanō Tan'yū, 1648

È una dei Trentasei Poeti Immortali e delle Trentasei poetesse immortali. Era la figlia di Fujiwara no Tsunekage, governatore di Ise, della linea Manatsu del clan Fujiwara settentrionale.

## Storia
Inizialmente servì come damigella d'onore dell'imperatrice Atsushi dell'imperatore Uda e, dopo aver stretto amicizia con i fratelli Fujiwara Nakahira e Tokihira e con Taira no Sadafumi, ottenne il favore dell'imperatore e diede alla luce suo figlio, il principe Yuki-Akari, ma morì giovane. In seguito sposò il figlio dell'imperatore Uda, il principe Atsuyoshi, e diede alla luce Nakatsukasa. Dopo la morte dell'imperatore Uda, si ritirò in un eremo a Kosobe, nella contea di Shimakami, provincia di Settsu.
Le sue poesie sono emblematiche del cambiamento di stile del tempo. Delle 176 sue poesie raccolte in antologie imperiali, 22 furono incluse nel Kokin Wakashū, facendone la donna con il maggior numero di poesie incluse nel Kokin Wakashū, nel Gosen Wakashū (65 poesie) e nel Shūi Wakashū (25 poesie).
Una delle sue poesie è stata inclusa nell'Ogura Hyakunin Isshu.
(Ogura Hyakunin Isshu, 19)